# Obergeis
Obergeis is een plaats in de gemeente Neuenstein in Hessen, Duitsland. Obergeis ligt ongeveer 10 kilometer van Bad Hersfeld.  